# Chelonomorpha villicoides
Chelonomorpha villicoides là một loài bướm đêm trong họ Noctuidae.